# Best of Rockers 'n' Ballads
Best of Rockers 'n' Ballads är ett samlingsalbum av gruppen Scorpions, utgivet i november 1989.

## Låtlista
1. "Rock You Like a Hurricane"  (Schenker/Meine/Rarebell)  – 4:12
2. "I Can't Explain"  (Pete Townshend)  – 3:21
3. "Rhythm of Love"  (Schenker/Meine)  – 3:48
4. "Big City Nights"  (Schenker/Meine)  – 4:09
5. "Lovedrive"  (Schenker/Meine)  – 4:52
6. "Holiday"  (Schenker/Meine)  – 6:46
7. "Blackout"  (Schenker/Meine/Rarebell/Kittelsen)  – 3:50
8. "Still Loving You"  (Schenker/Meine)  – 6:27
9. "No One Like You"  (Schenker/Meine)  – 3:57
10. "You Give Me All I Need"  (Schenker/Rarebell)  – 3:39
11. "Hey You"  (Schenker/Meine/Rarebell)  – 4:29
12. "The Zoo"  (Schenker/Rarebell)  – 5:30